# Dombühl
Dombühl är en köping (Markt) i Landkreis Ansbach i Regierungsbezirk Mittelfranken i förbundslandet Bayern i Tyskland.
Köpingen ingår i kommunalförbundet Schillingsfürst tillsammans med staden Schillingsfürst och kommunerna Buch am Wald, Diebach, Wettringen och Wörnitz.